# Polycentropus weedi
Polycentropus weedi är en nattsländeart som beskrevs av Blickle och Morse 1955. Polycentropus weedi ingår i släktet Polycentropus och familjen fångstnätnattsländor. Inga underarter finns listade i Catalogue of Life.